# Acanthosaura nataliae
Acanthosaura nataliae är en ödleart som beskrevs av  Nikolai L. Orlov, Truong och Sang 2006. Acanthosaura nataliae ingår i släktet Acanthosaura och familjen agamer. Inga underarter finns listade i Catalogue of Life.
Arten förekommer i centrala Vietnam och södra Laos. Honor lägger ägg.